# El sacrificio de Noé
El sacrificio de Noé es una de las nueve escenas del Génesis que Miguel Ángel pintó al fresco en la bóveda de la Capilla Sixtina, datable entre 1508 y 1510. Su tema es el sacrificio que Noé realizó después del diluvio universal; un pasaje narrado en el capítulo 8, versículos 20 a 22; relacionado con la alianza entre Dios y el hombre y considerado en la exégesis bíblica como una prefiguración del sacrificio de Cristo.

Luego Noé construyó un altar al Señor, y sobre ese altar ofreció como holocausto animales puros y aves puras. (v 20)
Cuando el Señor percibió el grato aroma, se dijo a sí mismo: «Aunque las intenciones del ser humano son perversas desde su juventud, nunca más volveré a maldecir la tierra por culpa suya. Tampoco volveré a destruir a todos los seres vivientes, como acabo de hacerlo. (v. 21)
Mientras la tierra exista, habrá siembra y cosecha, frío y calor, verano e invierno, y días y noches.» (v. 22)

## Descripción
Noé, vestido con una túnica roja, se encuentra detrás de un altar cúbico que también es un fogón, con un orificio superior por donde salen llamas. Noé levanta la mano señalando al cielo, como agradecimiento a Dios. A su izquierda, una anciana (posiblemente su esposa), se vuelve hacia él, en actitud de decirle algo al oído. Una mujer joven, a la derecha de Noé, mete una rama en el fuego mientras evita mirar a las llamas y al carnero que está siendo sacrificado.
Un hombre, a la derecha, lleva en sus brazos una gran brazada de leña. A sus pies, un hombre desnudo está sentado a horcajadas sobre un carnero degollado, y se vuelve hacia su derecha para entregar las vísceras a otro para que las queme. Un segundo hombre desnudo se encuentra arrodillado y agachado para poder asomarse a un orificio delantero del altar desde el que se ve el interior del fogón.
A la izquierda de la escena, en primer término, un tercer hombre desnudo, con notable esfuerzo, lleva hacia el sacrificio a un carnero, que se resiste. Detrás de él hay un toro, dos caballos y un elefante.
Como otras escenas centrales de la bóveda de la Capilla Sixtina, el recuadro está flanqueado por dos medallones (que, en monocromía que simula bronce, representan la Destrucción de Baal y la Muerte de Urías) y rodeado en sus cuatro esquinas por cuatro ignudi (figuras de jóvenes desnudos).

## Estilo
Esta escena es la más académica de las nueve escenas del Génesis que se representan junto a ella, con un gran ritmo de composición y con una perspectiva rigurosa que se resalta con la posición en esquina del altar del sacrificio. Las figuras están ordenadas dentro de una geometría ovalada.

## Ejecución y conservación
El trabajo pictórico se repartió en doce "tareas" o jornadas, y se datan en los primeros años que Miguel Ángel empleó en la bóveda (dado que la zona que ocupa corresponde a la primera mitad cubierta con andamios). En 1568 parte de la superficie pictórica se desprendió, siendo restaurada por Domenico Carnevalli. Se detecta la zona afectada, en la parte izquierda, por haberse oscurecido los colores más que los originales.

## Simbolismo
La extraña disposición de esta obra, que aparece antes de El diluvio universal en el tercer y último tríptico de frescos de la bóveda (la historia de Noé), ha motivado alguna confusión entre los críticos y los historiadores de arte. En el orden cronológico, según la narración bíblica, debería ser la segunda escena, pues el sacrificio se realizó al acabar el Diluvio y salir del arca todos los que se salvaron en ella. El episodio de La Embriaguez de Noé sí aparece en su posición cronológica (como último episodio si se contempla tras todas las demás escenas -trípticos de la Creación del Mundo y de la Creación del hombre-).
La explicación que puede darse a ello es que Miguel Ángel quiso apartar este tríptico de Noé de los de la Creación y dotarle de un simbolismo y significado mayor. Contempladas independientemente de las demás, es decir, en orden inverso (Embriaguez - Diluvio - Sacrificio), las tres escenas representarían simbólicamente la Encarnación, el Bautismo y el Sacrificio de Jesucristo como Verbo encarnado. De esta manera, se estaría incluyendo a Jesucristo sin pintarlo directamente.

## Otras representaciones del tema en el arte
El tema ha sido representado por otros pintores a lo largo de la historia del arte.

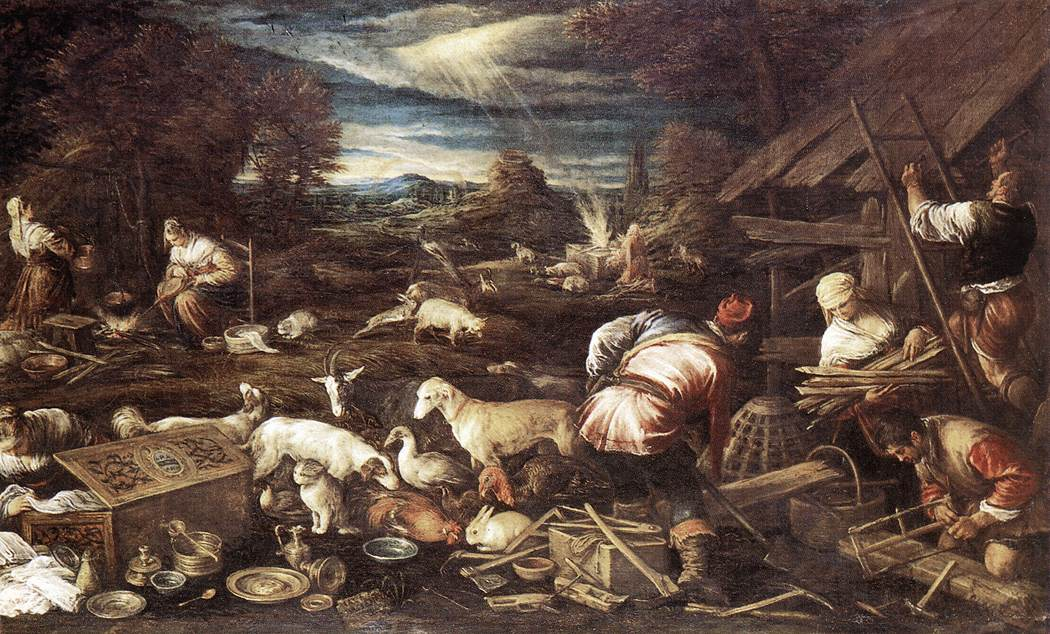
Jacopo Bassano, ca. 1574.
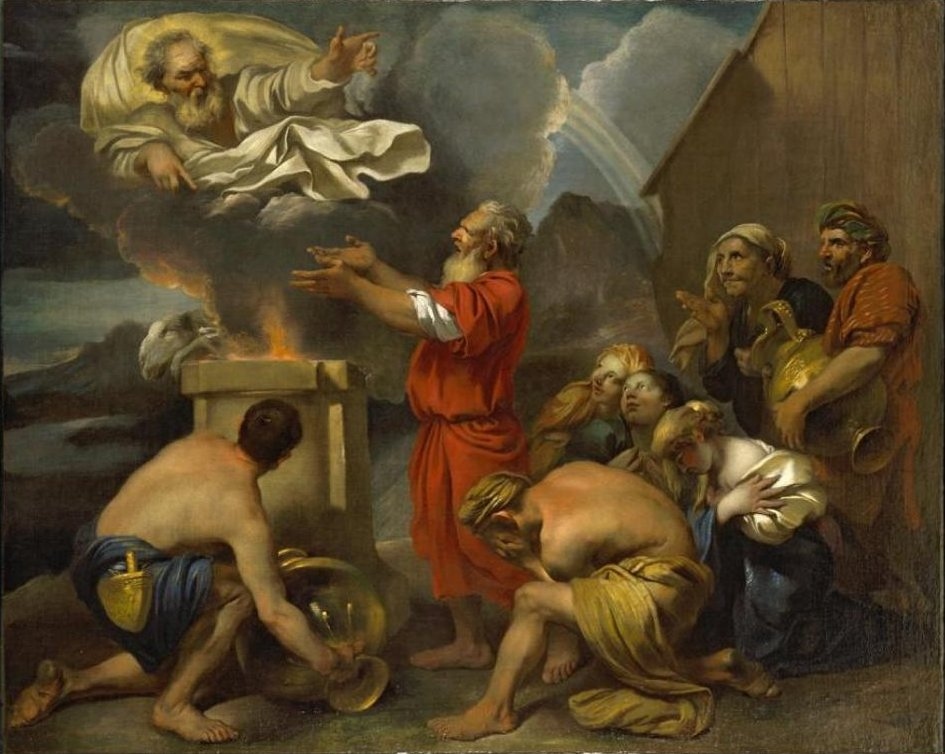
Francesco Castiglione, siglo XVII.
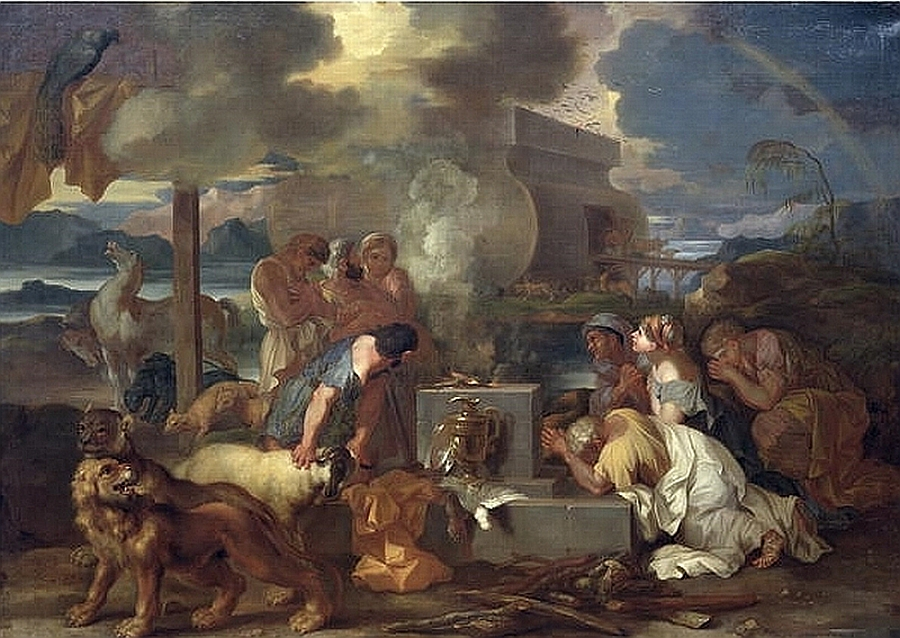
Sébastien Bourdon, 1640.
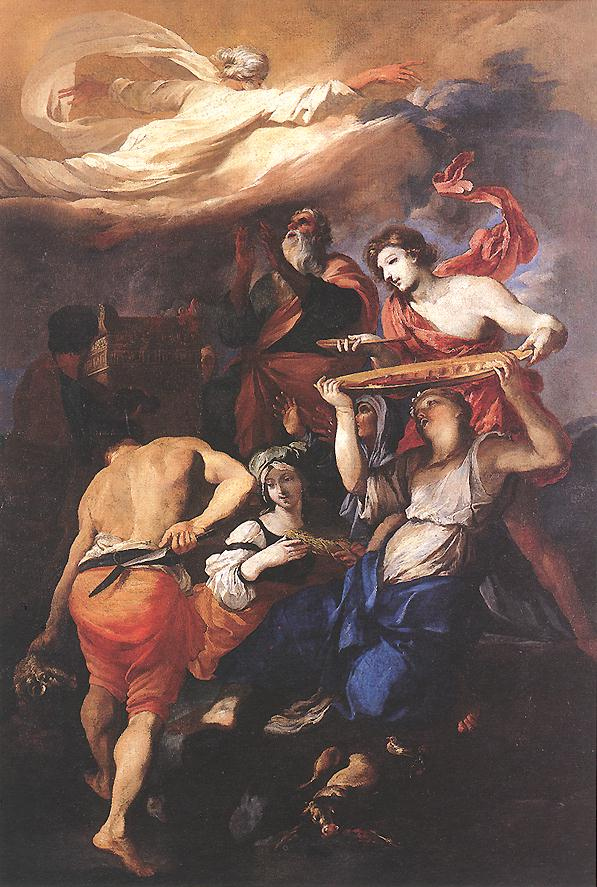
Pierre Puget, 1654.
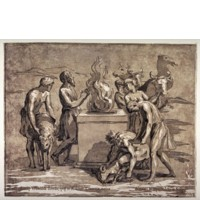
Antonio Zanetti, 1718.
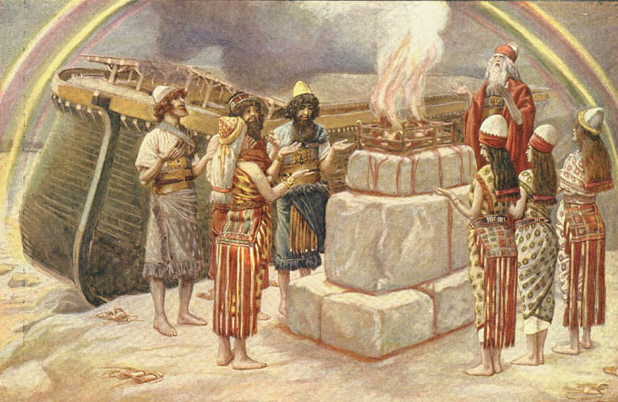
James Tissot, ca. 1900

En escultura, es el tema de uno de los paneles de la Puerta del Paraíso del baptisterio de Florencia, de Ghiberti (1401-1452)

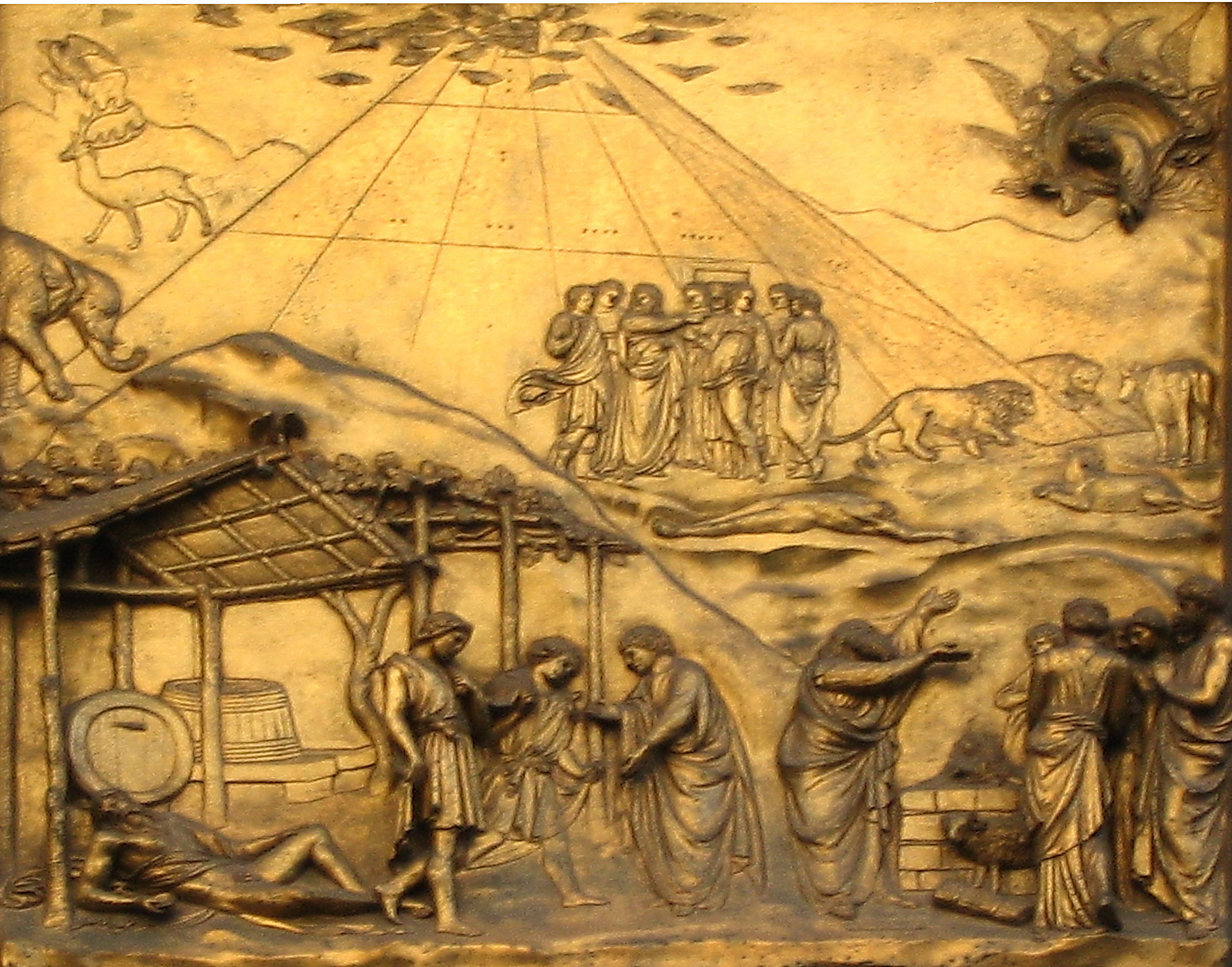
Ghiberti.